# 272P/NEAT
272P/NEAT, komet Jupiterove obitelji